# Отпусти народ мой!

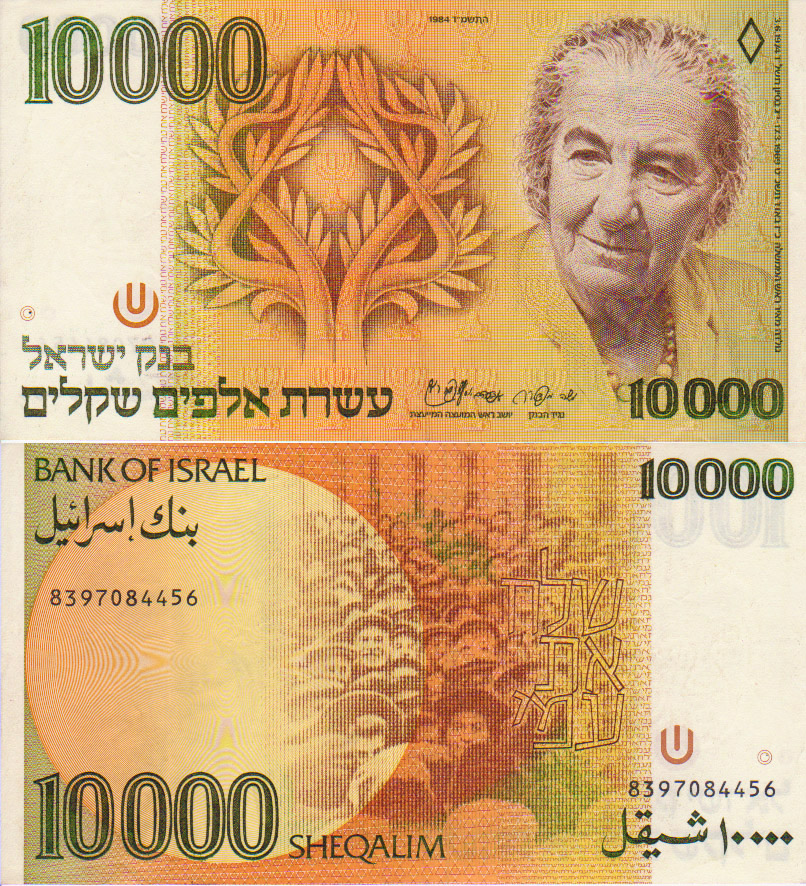
Встреча московских евреев у синагоги с послом Израиля Голдой Меир на израильской купюре 10000 шекелей и фраза «Отпусти народ мой!»

«Отпусти народ мой!» (ивр. שלח את עמי!‎, Шалах эт ами!) — фраза из Книги Исход, в которой Моисей за повелением Бога потребовал у фараона освободить евреев из египетского рабства.

И сказал Господь Моисею: пойди к фараону и скажи ему: так говорит Господь: отпусти народ Мой, чтобы он совершил Мне служение
— Исх. 8:1
После отказа фараона Египет постигли различные бедствия («казни египетские»), которые вынудили фараона разрешить евреям покинуть страну.

## Употребление фразы
- В период существования рабства в США фраза звучала в песнях африканских рабов (спиричуэлс).
- Фраза используется в американской песне Go Down Moses, ставшей всемирно известной в исполнении Луи Армстронга.
- Под лозунгом «Отпусти народ мой» в 1960—1980-х годах проходили требования разрешить свободную эмиграцию советских евреев из СССР в Израиль[1][2]. Тогда же была выпущена и новая купюра 10000 (после деноминации 10) шекелей, на которой была изображена встреча Голды Меир с москвичами в сентябре 1948 года, во время посещения ею московской синагоги, и текст на иврите «Отпусти народ мой!».